# End-of-year Internationals 2020
Die End-of-year Internationals 2020 (auch als Autumn Internationals 2020 bezeichnet) waren eine vom 11. Oktober bis zum 5. Dezember 2018 stattfindende Serie von internationalen Rugby-Union-Spielen zwischen Mannschaften der ersten und zweiten Stärkeklasse.
Aufgrund der COVID-19-Pandemie, die zu zahlreichen Verzögerungen oder Absagen von Spielen führte, entwickelte World Rugby für dieses Jahr ein zusätzliches Format. Der Autumn Nations Cup, ein Turnier mit acht Mannschaften, ersetzte die ursprünglich geplanten Spiele. Ebenfalls als Folge der Pandemie fielen in die Zeit der diesjährigen End-of-year Internationals auch Nachtragsspiele der Six Nations, der Europameisterschaft, der Südamerikameisterschaft und alle Spiele der Tri Nations (die in den entsprechenden Artikeln behandelt werden).

## Ergebnisse

### Spiele um den Bledisloe Cup
| 11. Oktober 2020 16:00 NZDT | Neuseeland                                                                             | 16 : 16        | Australien                                                              | Wellington Regional Stadium, Wellington Zuschauer: 31.020 Schiedsrichter: Paul Williams (Neuseeland) |
| 11. Oktober 2020 16:00 NZDT | Versuche: J. Barrett 9. n.erh. Smith 44. n.erh. Straftritte: J. Barrett (2/3) 27., 79. | (10:3) Bericht | Versuche: Koroibete 53. n.erh. Daugunu 63. n.erh. Straftritte: O’Connor | Wellington Regional Stadium, Wellington Zuschauer: 31.020 Schiedsrichter: Paul Williams (Neuseeland) |

- Michael Hooper absolvierte sein 100. Test Match für Australien.
- Aufgrund von Reisebeschränkungen wurde dieses Spiel mit Billigung beider beteiligter Verbände von einem nicht-neutralen Schiedsrichter geleitet.[2]

| 18. Oktober 2020 16:00 NZDT | Neuseeland | 27 : 7         | Australien                                              | Eden Park, Auckland Zuschauer: 46.049 Schiedsrichter: Angus Gardner (Australien) |
| 18. Oktober 2020 16:00 NZDT | Versuche: Smith 23. erh. J. Barrett 43. n.erh. Savea 47. n.erh. Cane 53. erh. Erhöhungen: Moʻunga (1/3) Straftritte: Moʻunga (1/1) 18. | (10:7) Bericht | Versuche: Koroibete 28. erh. Erhöhungen: O’Connor (1/1) | Eden Park, Auckland Zuschauer: 46.049 Schiedsrichter: Angus Gardner (Australien) |

- Aufgrund von Reisebeschränkungen wurde dieses Spiel mit Billigung beider beteiligter Verbände von einem nicht-neutralen Schiedsrichter geleitet.[2]

### Weitere Spiele
| 23. Oktober 2020 19:30 WESZ | Schottland | 48 : 7         | Georgien                                                    | Murrayfield Stadium, Edinburgh Zuschauer: 0 Schiedsrichter: Alexandre Ruiz (Frankreich) |
| 23. Oktober 2020 19:30 WESZ | Versuche: Graham (2) 2. erh., 75. n.erh. Brown (2) 27. n.erh., 50. n.erh. Watson 32. n.erh. McInally 62. erh. van der Merwe 70. erh. Kinghorn 79. erh. Erhöhungen: Hastings (4/8) | (17:0) Bericht | Versuche: Tabuzadse 45. erh. Erhöhungen: Abschandadse (1/1) | Murrayfield Stadium, Edinburgh Zuschauer: 0 Schiedsrichter: Alexandre Ruiz (Frankreich) |

- Finn Russell absolvierte sein 50. Test Match für Schottland.
- Bisher deutlichster Sieg der Schotten über Georgien.

| 23. Oktober 2020 21:10 MESZ | Frankreich | 38 : 21         | Wales | Stade de France, Saint-Denis Zuschauer: 0 Schiedsrichter: Karl Dickson (England) |
| 23. Oktober 2020 21:10 MESZ | Versuche: Baille 13. erh. Dupont (2) 31. erh., 34. erh. Ollivon 66. erh. Thomas 73. erh. Erhöhungen: Ntamack (5/5) Straftritte: Ntamack (1/1) 48. | (21:13) Bericht | Versuche: Halfpenny 1. erh. Smith 69. n.erh. Erhöhungen: Biggar (1/2) Straftritte: Biggar (3/5) 7., 28., 43. | Stade de France, Saint-Denis Zuschauer: 0 Schiedsrichter: Karl Dickson (England) |

- Alun Wyn Jones spielte sein insgesamt 148. Test Match (139 für Wales, 9 für die British and Irish Lions) und zog mit dem bisherigen Rekordhalter, dem Neuseeländer Richie McCaw, gleich.
- 100. Spiel zwischen diesen beiden Mannschaften.

| 30. Oktober 2020 15:00 AEDT | Australia XV                                                       | 15 : 19        | Argentinien                                                                               | TG Millner Field, Sydney Zuschauer: 0 Schiedsrichter: Nic Berry (Australien) |
| 30. Oktober 2020 15:00 AEDT | Versuche: Ikitau 28. n.erh. Wright 38. n.erh. unbekannt 72. n.erh. | (10:0) Bericht | Versuche: Oviedo 53. erh. Carreras 62. erh. Gorrissen 65. n.erh. Erhöhungen: Miotti (2/2) | TG Millner Field, Sydney Zuschauer: 0 Schiedsrichter: Nic Berry (Australien) |

| 1. November 2020 19:00 UYT | Uruguay                                                                                                  | 20 : 32         | Spanien | Estadio Charrúa, Montevideo Zuschauer: 0 Schiedsrichter: Federico Anselmi (Argentinien) |
| 1. November 2020 19:00 UYT | Versuche: Freitas 16. erh. Vilaseca 67. erh. Erhöhungen: Favaro (2/2) Straftritte: Favaro (2/2) 11., 73. | (10:15) Bericht | Versuche: Quercy 18. n.erh. del Hoyo 24. erh. Tauli 76. erh. Rabago 78. erh. Erhöhungen: Mélé (2/3) Güemes (1/1) Straftritte: Güemes (2/2) 38., 70. | Estadio Charrúa, Montevideo Zuschauer: 0 Schiedsrichter: Federico Anselmi (Argentinien) |

| 6. November 2020 19:00 UYT | Uruguay                                                                                        | 19 : 10        | Spanien                                                                    | Estadio Charrúa, Montevideo Zuschauer: 0 Schiedsrichter: Federico Anselmi (Argentinien) |
| 6. November 2020 19:00 UYT | Versuche: Favaro 34. erh. Erhöhungen: Favaro (1/1) Straftritte: Favaro (4/7) 5., 28., 64., 73. | (13:0) Bericht | Versuche: Goia 47. erh. Erhöhungen: Mélé (1/1) Straftritte: Mélé (1/1) 41. | Estadio Charrúa, Montevideo Zuschauer: 0 Schiedsrichter: Federico Anselmi (Argentinien) |

| 7. November 2020 15:00 AEDT | Australia XV | 24 : 57         | Argentinien | TG Millner Field, Sydney Zuschauer: 0 Schiedsrichter: Reuben Keane (Australien) |
| 7. November 2020 15:00 AEDT | Versuche: Reilly 11. n.erh. Naisarani (2) 37. erh., 51. erh. Nawaqanitawase 45. n.erh. Erhöhungen: Harrison (2/4) | (12:26) Bericht | Versuche: Carreras 8. n.erh. Cubelli (2) 22. erh., 29. erh. Matera 39. erh. Cordero (2) 59. erh., 80.+3 n.erh. Mallía 73. erh. Cancelliere 78. n.erh. Erhöhungen: Sánchez (3/4) Miotti (3/5) | TG Millner Field, Sydney Zuschauer: 0 Schiedsrichter: Reuben Keane (Australien) |

| 21. November 2020 15:00 WEZ | Portugal | 30 : 10       | Brasilien                                                                        | CAR Rugby do Jamor, Lissabon Zuschauer: 0 Schiedsrichter: Alexandru Ionescu (Rumänien) |
| 21. November 2020 15:00 WEZ | Versuche: Diniz 4. n.erh. Costa 54. n.erh. Simões 65. n.erh. de Freitas 69. erh. Erhöhungen: Lima (1/2) Straftritte: Portela (1/2) 26. | (8:0) Bericht | Versuche: Claudio 74. erh. Erhöhungen: Reeves (1/1) Straftritte: Duque (1/2) 48. | CAR Rugby do Jamor, Lissabon Zuschauer: 0 Schiedsrichter: Alexandru Ionescu (Rumänien) |

| 28. November 2020 15:00 WEZ | Portugal | 33 : 13        | Brasilien                                                                                                | CAR Rugby do Jamor, Lissabon Zuschauer: 0 Schiedsrichter: Federico Vedovelli (Italien) |
| 28. November 2020 15:00 WEZ | Versuche: Belo 14. erh. Marta 47. erh. Pinto 50. erh. Mendes 53. n.erh. Appleton 66. erh. Erhöhungen: Abecassis (3/3) Freudenthal (1/1) | (10:6) Bericht | Versuche: Silva 68. erh. Erhöhungen: Duque (1/1) Straftritte: Duque (1/1) 10. Dropgoals: Duque (1/1) 32. | CAR Rugby do Jamor, Lissabon Zuschauer: 0 Schiedsrichter: Federico Vedovelli (Italien) |

| 5. Dezember 2020 19:05 NZDT | Māori All Blacks                                                                                 | 28 : 21        | Moana Pasifika                                                                                               | Waikato Stadium, Hamilton Schiedsrichter: Mike Fraser (Neuseeland) |
| 5. Dezember 2020 19:05 NZDT | Versuche: Trask 23. erh. Dixon 43. erh. Proctor 50. erh. Karpik 69. erh. Erhöhungen: Trask (4/4) | (10:9) Bericht | Versuche: Motuga 53. n.erh. Polataivao 77. erh. Erhöhungen: Ioane (1/2) Straftritte: Ioane (3/3) 1., 9., 31. | Waikato Stadium, Hamilton Schiedsrichter: Mike Fraser (Neuseeland) |